# Apneia obstrutiva do sono
Apneia obstrutiva do sono (AOS) é o distúrbio respiratório do sono mais comum e é caracterizado por episódios recorrentes de obstrução completa ou parcial das vias aéreas superiores, levando à redução ou ausência da respiração durante o sono. Esses episódios são denominados "apneias" quando ocorre cessação completa ou quase completa da respiração, ou "hipopneias" quando a redução da respiração é parcial. Em ambas as situações, pode haver queda na saturação de oxigênio no sangue, interrupção do sono ou ambos. A alta frequência de apneias ou hipopneias durante o sono pode interferir na qualidade do sono, o que –  em combinação com distúrbios na oxigenação sanguínea –  acredita-se contribuir para consequências negativas à saúde e à qualidade de vida.
Os termos síndrome da apneia obstrutiva do sono (SAOS) ou síndrome da apneia-hipopneia obstrutiva do sono (SAHOS) podem ser usados para referir-se à AOS quando esta está associada a sintomas diurnos (por exemplo, sonolência diurna excessiva, diminuição da função cognitiva).
A maioria dos indivíduos com apneia obstrutiva do sono desconhece as perturbações respiratórias durante o sono, mesmo após despertar. Um parceiro de cama ou membro da família pode observar roncos ou aparentes pausas na respiração, engasgos ou engolições sonoras durante o sono. Pessoas que vivem ou dormem sozinhas costumam não estar cientes da condição. Os sintomas podem estar presentes por anos ou até décadas sem diagnóstico, período durante o qual o indivíduo pode se habituar à sonolência diurna, às cefaleias e à fadiga associadas a níveis significativos de distúrbio do sono. A apneia obstrutiva do sono tem sido associada a morbilidade neurocognitiva e existe uma relação entre ronco e distúrbios neurocognitivos.

## Classificação
Na terceira edição da International Classification of Sleep Disorders (ICSD-3), a apneia obstrutiva do sono é classificada entre os distúrbios respiratórios do sono e é dividida em duas categorias: AOS em adultos e AOS pediátrica. A apneia obstrutiva do sono diferencia-se da apneia central do sono (ACS), caracterizada por episódios de redução ou cessação da respiração atribuíveis à diminuição do esforço respiratório, em vez de obstrução das vias aéreas superiores. O esforço respiratório deve então ser avaliado para classificar corretamente a apneia como obstrutiva, dada a especificidade da atividade diafragmática nessa condição: o esforço inspiratório é mantido ou aumentado durante todo o episódio de ausência de fluxo aéreo.
Quando hipopneias estão presentes juntamente com apneias, usa-se o termo apneia-hipopneia obstrutiva do sono e, quando associada a sonolência diurna e outros sintomas, denomina-se síndrome da apneia-hipopneia obstrutiva do sono. Para ser categorizada como obstrutiva, a hipopneia deve atender a um ou mais dos seguintes critérios: (1) ronco durante o evento, (2) achatamento do fluxo oronasal, ou (3) respiração paradoxal toracoabdominal durante o evento. Se nenhum deles estiver presente, a hipopneia é categorizada como central.

## Sinais e sintomas
Os sintomas comuns da síndrome do distúrbio respiratório obstrutivo do sono incluem sonolência diurna inexplicada, sono agitado, despertares frequentes e ronco alto (com períodos de silêncio seguidos por ofegos). Sintomas menos comuns são cefaleias matinais; insônia; dificuldade de concentração; alterações de humor como irritabilidade, ansiedade e depressão; bruxismo; perda de memória; aumento da frequência cardíaca ou da pressão arterial; disfunção erétil; ganho de peso inexplicado; aumento da frequência urinária ou noctúria; azia frequente ou refluxo gastroesofágico; e sudorese noturna intensa.
Muitas pessoas apresentam episódios transitórios de AOS, por um curto período, devido a infecções respiratórias superiores que causam congestão nasal e edema da faringe, ou tonsilite que provoca hipertrofia das tonsilas.
O vírus Epstein-Barr pode aumentar dramaticamente o tamanho do tecido linfóide durante a infecção aguda, e a AOS é relativamente comum em casos graves de mononucleose infecciosa. Episódios temporários de SAOS também podem ocorrer em pessoas sob efeito de substâncias (por exemplo, álcool) que relaxam excessivamente o tônus corporal e interferem nos mecanismos normais de despertar.

### Adultos
O sintoma característico da SAOS em adultos é a sonolência diurna excessiva. Normalmente, um adulto ou adolescente com AOS grave de longa duração adormece por períodos breves durante atividades cotidianas, se tiver oportunidade de sentar ou descansar. Esse comportamento pode ser bastante marcante, ocorrendo até durante conversas em eventos sociais.
A hipóxia associada à AOS pode causar alterações em neurônios do hipocampo e do córtex frontal direito. Estudos de neuroimagem apontaram atrofia hipocampal em pessoas com AOS, além de prejuízos na manipulação mental de informações não verbais, em funções executivas e na memória de trabalho.[carece de fontes?] A AOS também pode estar associada a maior risco de desenvolvimento de doença de Alzheimer.
A obesidade é um fator de risco significativo para AOS. Em indivíduos com obesidade severa, o risco de apneia pode variar entre 55% e 90%. No entanto, entre 20% e 25% dos pacientes com apneia do sono não apresentam sobrepeso. Muitas vezes não reconhecido na atenção primária, é extremamente importante identificar esses pacientes, pois eles têm quatro vezes mais probabilidade de desenvolver hipertensão do que indivíduos obesos sem AOS. Pacientes não obesos apresentam risco maior de aterosclerose precoce, aproximadamente 2,7 vezes mais do que pacientes obesos sem AOS, e esse risco aumenta com a gravidade da síndrome. Fatores nesse grupo incluem características anatômicas herdadas, instabilidade do controle ventilatório, ineficiência neuromuscular dos músculos dilatadores das vias aéreas superiores ou limiar mais baixo para despertar em resposta a estímulos respiratórios.
O diagnóstico de AOS é significativamente mais comum entre pessoas em relacionamento, que são alertadas por seus parceiros, uma vez que os indivíduos com AOS muitas vezes ignoram a condição. Existe um estigma associado ao ronco alto, e não é considerado um traço feminino, fazendo com que mulheres sejam menos propensas a serem informadas ou a admitir o sintoma a si mesmas ou a médicos. Além disso, máquinas de CPAP (pressão positiva contínua nas vias aéreas) também são percebidas negativamente por mulheres, sendo menos utilizadas nesse grupo.

### Crianças
Embora essa chamada "hipersônia" (sonolência excessiva) também possa ocorrer em crianças, ela não é típica em crianças pequenas com apneia do sono. Crianças pequenas com AOS grave geralmente se comportam como se estivessem "excessivamente cansadas" ou "hiperativas"; e costumam apresentar problemas comportamentais como irritabilidade e déficit de atenção.
Adultos e crianças com AOS muito grave também diferem no hábitus corporal. Adultos geralmente são obesos, com pescoços particularmente curtos e espessos. Crianças pequenas, por outro lado, apresentam-se magras ou podem ter "falha de crescimento", caracterizada por crescimento reduzido. O baixo ganho de peso ocorre por dois motivos: o esforço respiratório é tão intenso que calorias são queimadas em altas taxas mesmo em repouso, e a obstrução nasal e faríngea torna a alimentação desconfortável. A AOS em crianças, ao contrário dos adultos, é frequentemente causada pela hipertrofia de tonsilas e adenoides e pode ser, às vezes, curada com amigdalectomia e adenoidectomia.
Esse problema também pode ser causado por excesso de peso em crianças. Nesse caso, os sintomas se assemelham aos dos adultos, como inquietação e exaustão. Embora a hipertrofia adenotonsilar continue sendo a causa mais comum de AOS em crianças, a obesidade também pode desempenhar um papel na obstrução das vias aéreas superiores durante o sono, tornando crianças obesas mais suscetíveis à AOS. O aumento recente na prevalência de obesidade contribuiu para alterações na prevalência e nas características da AOS pediátrica, sendo a gravidade proporcional ao grau de obesidade.

### Diagnóstico
O diagnóstico da SAOS é feito quando o paciente apresenta episódios recorrentes de colapso parcial ou completo das vias aéreas superiores durante o sono, resultando em apneias ou hipopneias, respectivamente. Os critérios que definem apneia ou hipopneia variam. A American Academy of Sleep Medicine define apneia como redução do fluxo aéreo ≥ 90% por pelo menos 10 segundos. Hipopneia é definida como redução do fluxo aéreo ≥ 30% por pelo menos 10 segundos e associada a redução de ≥ 4% na oximetria de pulso, ou redução ≥ 30% no fluxo por pelo menos 10 segundos associada a redução de ≥ 3% na oximetria ou a um despertar.
Para definir a gravidade, utilizam-se o Índice de Apneia-Hipopneia (IAH) ou o Índice de Distúrbio Respiratório (IDR). Enquanto o IAH mede a média de apneias e hipopneias por hora de sono, o IDR adiciona a esse valor os despertares relacionados ao esforço respiratório (RERAs). A SAOS é diagnosticada se o IAH for > 5 episódios por hora e resultar em sonolência diurna e fadiga, ou quando o IDR for ≥ 15 independentemente dos sintomas. A sonolência diurna pode ser classificada como leve, moderada ou grave conforme seu impacto na vida social, e avaliada pela Escala de Sonolência de Epworth. Ferramentas de triagem incluem os questionários STOP, Berlin e STOP-BANG, sendo este último altamente eficaz na detecção de AOS.

### Polissonografia
| Classificação | IAH (adultos) | IAH (pediatria) |
| ------------- | ------------- | --------------- |
| Normal        | < 5           | <1              |
| Leve          | ≥5, <15       | ≥1, <5          |
| Moderada      | ≥15, <30      | ≥5, <10         |
| Grave         | ≥ 30          | ≥10             |

A polissonografia de nível 1 em laboratório é o padrão-ouro para diagnóstico. Os pacientes são monitorados com eletrodos de EEG, oximetria de pulso, sensores de temperatura ou pressão para fluxo aéreo nasal e oral, cintas de resistência torácica e abdominal para detectar movimento, eletrocardiograma e sensores de EMG para atividade muscular no queixo, tórax e membros.
Um "evento" pode ser uma apneia, caracterizada pela cessação completa do fluxo aéreo por pelo menos 10 segundos, ou uma hipopneia em que o fluxo aéreo diminui 50 % por 10 segundos, ou 30 % se houver redução na saturação de oxigênio ou despertar. Para classificar a gravidade da apneia, contabiliza-se o número de eventos por hora de sono, relatado como Índice de Apneia-Hipopneia (IAH). Para adultos, IAH < 5 é normal; [5–15) leve; [15–30) moderado; ≥ 30, grave. Para crianças, IAH < 1 é normal; [1–5) leve; [5–10) moderado; ≥10, grave.

### Teste domiciliar de sono (HST/HSAT)
A apneia do sono também pode ser diagnosticada com kit de monitoramento domiciliar. A principal vantagem é registrar o sono em ambiente habitual, sendo mais representativo e acessível do que a polissonografia, além de ter menor custo e evitar longas esperas.

### Oximetria domiciliar
Em pacientes com alta probabilidade de AOS, a oximetria domiciliar (método não invasivo de monitorar oxigenação sanguínea) pode ser adequada para triagem antes da polissonografia. Pacientes de alta probabilidade são identificados por escore ≥ 10 na Escala de Epworth e ≥ 15 no Sleep Apnea Clinical Score. No entanto, a oximetria não mede eventos apneicos ou RERAs e não gera valor de IAH, exigindo testes adicionais antes da prescrição de CPAP ou terapia com aparelho oral.

### Critérios
Segundo a International Classification of Sleep Disorders, há quatro tipos de critérios: (1) sono – sonolência excessiva, sono não restaurador, fadiga ou insônia; (2) respiração – despertar com parada respiratória, engasgo ou sufocamento; (3) ronco ou interrupção da respiração durante o sono; (4) comorbidades – hipertensão, doença arterial coronariana, AVC, insuficiência cardíaca, fibrilação atrial, diabetes tipo 2, transtorno do humor ou comprometimento cognitivo. Dois níveis de gravidade são distinguidos: o primeiro definido por polissonografia ou teste domiciliar demonstrando ≥ 5 eventos respiratórios predominantemente obstrutivos por hora; níveis mais altos por ≥ 15 eventos. Se < 5 eventos por hora, não é diagnosticada apneia obstrutiva do sono.
Variabilidade de noite a noite complica o diagnóstico, podendo exigir testes múltiplos em casos duvidosos.

## Fisiopatologia
A transição da vigília para o sono (REM ou NREM) associa-se à redução do tônus muscular das vias aéreas superiores. Durante o sono REM, o tônus da faringe, do pescoço e da maioria dos músculos esqueléticos relaxa quase completamente, permitindo que a língua e o palato mole relaxem, reduzindo a permeabilidade das vias aéreas e potencialmente bloqueando o fluxo de ar aos pulmões na inspiração, resultando em ventilação reduzida. Se a ventilação reduzida for associada a níveis de oxigênio sanguíneo suficientemente baixos ou a esforços respiratórios altos contra via aérea obstruída, mecanismos neurológicos podem desencadear um despertar, chamado de "arousal". Esse despertar pode levar a ofegos e breves excitações do sono, sem despertar total, mas com efeito negativo na qualidade restauradora do sono. Em casos significativos de AOS, uma consequência é a privação de sono devido às repetidas interrupções e recuperações durante o sono, prejudicando o sono profundo (estágio 3 do sono NREM) e o sono REM, interferindo no crescimento, cicatrização e resposta imune, especialmente em crianças e jovens adultos.
A causa fundamental da AOS é a obstrução das vias aéreas superiores, geralmente atrás da língua e da epiglote, em que a via aérea, patente em posição ereta e vigília, colapsa quando o paciente está deitado de costas e perde o tônus muscular ao entrar no sono profundo.
No início do sono, em sono leve, não há perda de tônus muscular faringiano, o fluxo aéreo é laminar e silencioso. À medida que o colapso progride, a obstrução torna-se aparente pelo ruído crescente da respiração, seguido de roncos cada vez mais altos, até cessar os ruídos, indicando obstrução total que pode durar minutos. Então, o paciente desperta parcialmente, recupera o tônus muscular, o fluxo aéreo retoma e a saturação de oxigênio sobe. O paciente retorna ao sono profundo, perde novamente o tônus aéreo e o ciclo se repete.

### Modelos fisiopatológicos
As causas do bloqueio espontâneo das vias aéreas superiores são debatidas. Algumas correntes acreditam que:
- Idade avançada, embora ocorra em todas as faixas etárias, inclusive neonatos em síndrome de Pierre Robin.
- Lesão cerebral, temporária ou permanente, embora 99% dos pacientes tenham cérebros normais.
- Diminuição do tônus muscular por drogas, álcool ou distúrbios neurológicos.
- Ronco crônico, que pode causar lesões nervosas em tecidos da faringe por vibrações traumáticas.[49]
- Aumento de tecido mole ao redor da via aérea, muitas vezes decorrente de obesidade, embora nem todos pacientes obesos tenham AOS.

Otorinolaringologistas atribuem a fatores estruturais que estreitam a via aérea, como tonsilas grandes, base da língua volumosa ou depósitos de gordura no pescoço. Outras causas incluem respiração nasal prejudicada, palato mole flácido ou epiglote colapsável.
Cirurgiões bucomaxilofaciais veem fatores primários de hipoplasia mandibular, que oferecem base anatômica para desenvolvimento da AOS via glosoptose. Eles defendem cirurgias ortognáticas como tratamento definitivo, alegando garantia de cura superior a outras abordagens.

## Fatores de risco

### Obesidade
É sabido que crianças, adolescentes e adultos com AOS frequentemente são obesos, apresentando aumento de tecido adiposo no pescoço que potencia a obstrução respiratória durante o sono.
No entanto, indivíduos com IMC normal também podem apresentar AOS sem gordura subcutânea ou cervical significativa em exames de DEXA, possivelmente por maior massa muscular ou tendência à diminuição do tônus muscular, facilitando o colapso das vias aéreas durante o sono.[carece de fontes?]

### Idade
Idade avançada costuma acompanhar perda muscular e neurológica de tônus nas vias aéreas superiores. A diminuição temporária do tônus pode ser causada por depressivos químicos, como álcool e sedativos, enquanto perda permanente pode decorrer de traumas cranianos ou distúrbios neuromusculares.

### Tônus muscular
Indivíduos com tônus muscular reduzido, tecido mole aumentado nas vias aéreas e características estruturais que estreitam o trajeto aéreo têm alto risco de AOS. Homens, cuja anatomia apresenta maior massa no tronco e pescoço, têm risco aumentado, especialmente na meia-idade e além. Mulheres, em geral, apresentam menor frequência e gravidade, possivelmente pela fisiologia e níveis de progesterona. A prevalência em mulheres pós-menopáusicas aproxima-se da dos homens na mesma faixa etária. Mulheres grávidas também têm maior risco.

### Medicação e estilo de vida
Fatores como tabagismo podem aumentar o risco de AOS, pois irritantes químicos inflamam tecidos moles das vias aéreas e promovem retenção de fluidos, estreitando o trajeto aéreo; além disso, a queda de nicotina no sangue altera a estabilidade do sono. O risco diminui com cessação do tabagismo. Crianças expostas à fumaça podem desenvolver hipertrofia adenotonsilar. Consumo de álcool, sedativos e outras substâncias que relaxam músculos também pode prejudicar a AOS. Rinite alérgica e asma estão associadas ao aumento de hipertrofia adenotonsilar e AOS.

### Genética
A AOS parece ter componente genético; indivíduos com histórico familiar estão mais propensos, por fatores diretos de suscetibilidade ou indiretos via fenótipos como obesidade, estrutura craniofacial e controle neurológico dos músculos das vias aéreas e do sono.
Vários genes associados à apneia foram identificados, incluindo DLEU1, DLEU7, CTSF, MSRB3, FTO e TRIM66.

### Síndromes craniofaciais
Recentemente, sugere-se que a tendência humana a mandíbulas inferiores curtas (neotenia) seja causa de AOS por meio da glosoptose, em que uma mandíbula pequena desloca a língua para trás. Maxila estreita também contribui ao reduzir volume nasal e faríngeo, explicando congestão nasal em decúbito.
Cirurgiões maxilofaciais tratam mandíbulas pequenas cirurgicamente (por exemplo, BIMAX, GenioPaully, IMDO) oferecendo opção médica que substitui CPAP, placa de avanço mandibular, amigdalectomia e uvulopalatofaringoplastia. Existem síndromes craniofaciais reconhecíveis, genéticas ou não, em que anormalidades no nariz, boca e mandíbula ou tônus muscular predispoem à SAOS.
Na síndrome de Down, anomalia cromossômica, características como baixo tônus muscular, nasofaringe estreita e língua grande predispõem à AOS. Obesidade, tonsilas e adenoides aumentadas, comuns na população ocidental, têm maior impacto em pessoas com Down. Mais de 50% dos indivíduos com síndrome de Down apresentam AOS, e alguns médicos defendem testes de rotina nesse grupo.
Em outras síndromes, correções que melhoram vias aéreas (ex. palato fendido) podem, após cirurgia, aumentar risco de AOS quando a anatomia é modificada.
Avanço esquelético para aumentar espaço faríngeo é opção em pacientes craniofaciais com mandíbulas pequenas (por exemplo, síndrome de Treacher Collins, seqüência de Pierre Robin), utilizando cirurgia de avanço mandibular, redução de língua, amigdalectomia ou uvulopalatoplastia modificada.

### Complicação pós-operatória
A SAOS também pode ocorrer como uma complicação pós-operatória grave, que parece estar mais frequentemente associada à cirurgia de retalho faríngeo posterior em comparação com outros procedimentos para o tratamento da insuficiência velofaríngea (IVF). Na SAOS, interrupções recorrentes da respiração durante o sono estão associadas à obstrução temporária das vias aéreas. Após a cirurgia de retalho faríngeo, dependendo do tamanho e da posição, o próprio retalho pode exercer um efeito “obturador” ou obstrutivo dentro da faringe durante o sono, bloqueando as vias de entrada de ar e dificultando a respiração efetiva. Há relatos documentados de obstrução aérea grave, e as notificações de SAOS pós-operatória continuam a aumentar à medida que os profissionais de saúde (ou seja, médicos, fonoaudiólogos) se conscientizam cada vez mais dessa condição potencialmente perigosa. Subsequentemente, na prática clínica, as preocupações com a SAOS equipararam-se ou até superaram o interesse pelos resultados de fala após a cirurgia de retalho faríngeo.[carece de fontes?]
O tratamento cirúrgico para insuficiência velo-palatina pode causar a síndrome da apneia obstrutiva do sono. Quando a insuficiência velo-palatina está presente, o ar vaza para a nasofaringe mesmo quando o palato mole deveria fechar a passagem nasal. Um teste simples para essa condição pode ser feito colocando um pequeno espelho abaixo do nariz e pedindo-se ao indivíduo que pronuncie “P”. Esse som plosivo é normalmente produzido com a via nasal obstruída – todo o ar sai pelos lábios semicerrados e nenhum pelo nariz. Se for impossível emitir esse som sem embaçar o espelho, há um vazamento de ar – evidência razoável de fechamento palatal inadequado. A fala costuma ficar pouco inteligível devido à incapacidade de pronunciar certos fonemas. Um dos tratamentos cirúrgicos para insuficiência velo-palatina envolve modelar o tecido da parte posterior da garganta e usá-lo para causar propositalmente obstrução parcial da abertura da nasofaringe. Isso pode, de fato, causar a síndrome da SAOS em indivíduos suscetíveis, particularmente nos dias que se seguem à cirurgia, quando ocorre edema (ver abaixo: Situação especial: anestesia e cirurgia).
Por fim, pacientes com SAOS apresentam risco aumentado de várias complicações perioperatórias quando submetidos a cirurgia, mesmo que o procedimento planejado não envolva cabeça ou pescoço. Diretrizes destinadas a reduzir o risco de complicações perioperatórias foram publicadas.

## Consequências
Existem três níveis de consequências: fisiológicas, intermediárias e clínicas. As consequências fisiológicas incluem hipóxia, fragmentação do sono, desregulação do sistema nervoso autônomo ou hiperóxia. Os resultados intermediários englobam inflamação, vasoconstrição pulmonar, disfunção metabólica geral, oxidação de proteínas e lipídios ou aumento da adiposidade. As repercussões clínicas compreendem hipertensão pulmonar, acidentes, obesidade, diabetes, diversas cardiopatias ou hipertensão.

### Em crianças
A síndrome da apneia obstrutiva do sono (SAOS) é o distúrbio respiratório do sono (DRS) mais comum e afeta até 11% das crianças nascidas a termo – sendo ainda mais prevalente (de 3 a 6 vezes mais) em crianças nascidas prematuras. Como DRS, a SAOS na infância pode levar a várias consequências adversas, inclusive de longo prazo, persistindo na vida adulta. As implicações da SAOS em crianças são complexas e abrangem um amplo espectro de consequências: quando não tratada, a SAOS pode resultar em morbidade que afeta diferentes domínios da vida (órgãos, sistemas corporais, distúrbios comportamentais, depressão, reduzida qualidade de vida, etc.). Dessa forma, sintomas noturnos que indiquem a presença de SAOS (por exemplo, ronco, ofegância, sono agitado e gasto excessivo de energia para respirar durante o sono) estão associados a sinais diurnos como dificuldades de concentração e aprendizado e irritabilidade, comprometimento do desenvolvimento neurocognitivo, queda no desempenho escolar e dificuldades comportamentais. Por exemplo, distúrbios respiratórios do sono, como a SAOS, contribuem para comportamentos hiperativos que podem levar ao diagnóstico e tratamento do TDAH. No entanto, uma vez tratado o distúrbio respiratório do sono, o comportamento hiperativo pode melhorar e o tratamento pode ser suspenso. A obesidade também impacta as consequências da SAOS e leva a diferentes manifestações ou gravidade. Estudos demonstraram que, ao contrário dos adultos, crianças com distúrbios respiratórios do sono conseguem manter a oxigenação cerebral. Contudo, a condição ainda afeta o cérebro e pode resultar em sequelas neurocognitivas e comportamentais adversas. É especialmente preocupante, pois essas consequências ocorrem enquanto o cérebro ainda está em desenvolvimento. O grau em que o sono é perturbado e fragmentado tem sido significativamente associado à gravidade das consequências, que podem diminuir uma vez que o sono seja melhorado. É mais a interrupção dos processos do sono do que a quantidade total de sono que gera as consequências adversas no funcionamento diurno da criança; contribui, por exemplo, para a hiperatividade.

#### Consequências neurocognitivas e comportamentais
A fragmentação do sono noturno tem sido associada a deficiências neurocognitivas; portanto, a identificação de distúrbios respiratórios do sono (DRS), como a SAOS, é crucial em crianças, pois essas deficiências podem ser reversíveis com o tratamento apropriado do distúrbio do sono. As disfunções neurocognitivas e comportamentais comumente presentes em crianças com SAOS incluem: hiperatividade, impulsividade, comportamentos agressivos, baixa habilidade social e de comunicação e redução das habilidades adaptativas.
Crianças com SAOS frequentemente apresentam déficits cognitivos, resultando em dificuldades de atenção e concentração, assim como pior desempenho acadêmico e baixo QI. Baixo desempenho escolar tem sido associado à SAOS e sugerido como decorrente de excitações corticais e simpáticas e hipoxemia, que afeta a consolidação da memória. Um estudo com crianças indianas afetadas pela SAOS demonstrou notas escolares baixas, incluindo matemática, ciências, língua e educação física. Esse estudo permitiu observar o impacto geral da SAOS nas habilidades de aprendizagem associadas à linguagem ou ao raciocínio numérico e ao desenvolvimento físico. Sugere-se que os déficits no desempenho acadêmico relacionados à SAOS possam ser mediados por funções executivas reduzidas ou habilidades linguísticas, domínios que contribuem significativamente para as habilidades de aprendizagem e o comportamento. Os déficits no desempenho escolar podem, no entanto, ser melhorados se for realizada adenoamigdalectomia para tratar a SAOS em crianças. Assim, é crucial identificar a SAOS em crianças com dificuldades escolares; muitos casos permanecem não diagnosticados.
Como estudos demonstraram que habilidades de aprendizagem e comportamentos podem ser melhorados se a SAOS for tratada, os déficits neurocognitivos e comportamentais são, portanto, pelo menos parcialmente reversíveis. Essa dimensão reversível tem sido postulada como negativamente correlacionada com a duração dos sintomas, o que significaria que quanto mais tempo a SAOS permanecer sem tratamento, menos reversíveis serão as consequências.

#### Consequências somáticas e metabólicas
Assim como em adultos, a SAOS em crianças está associada a maior risco de doenças cardiovasculares devido ao aumento da atividade simpática e ao comprometimento do controle autonômico cardíaco. Entre as disfunções cardiovasculares decorrentes da SAOS, podem ser observadas hipertensão sistêmica e desregulação da pressão arterial< (por exemplo, pressão arterial elevada ou variabilidade da pressão arterial). A variabilidade da pressão arterial demonstrou correlação com a gravidade dos sintomas, como a frequência de apneias e hipopneias. A hipertensão pulmonar também é comum entre os problemas cardiovasculares decorrentes da SAOS. Crianças com distúrbios respiratórios do sono também apresentam frequência cardíaca elevada durante a vigília e o sono.

#### Enurese noturna
Crianças com SAOS também apresentam risco maior de enurese noturna e supõe-se que seja causada por produção excessiva de urina, desempenho prejudicado da bexiga e da uretra ou incapacidade de suprimir a contração vesical noturna, devido a falha na excitação. O risco de enurese noturna aumenta com a gravidade do distúrbio respiratório do sono: quanto mais eventos respiratórios por hora de sono, maior é o risco de enurese noturna. A obesidade também pode exercer papel, pois está associada à SAOS e à diurese noturna (devido a dieta inadequada). A interação entre SAOS e obesidade pode, assim, resultar em enurese noturna. Considerando a alta prevalência de enurese noturna entre crianças com distúrbios respiratórios do sono, é importante considerar estes distúrbios no diagnóstico diferencial da enurese noturna, já que o tratamento do distúrbio do sono pode ter efeito terapêutico favorável na enurese. Por exemplo, uma adenoamigdalectomia realizada para reduzir a SAOS tem impacto positivo na enurese noturna. Um estudo mostrou que essa cirurgia tem de 60 a 75% de chance de resolver completamente a enurese noturna e de 80 a 85% de chance de reduzir seus sintomas juntamente com outros sintomas da SAOS.

#### Crescimento atrofiado
Quando não tratada, a SAOS em crianças também pode levar a atraso de crescimento. Quando o sono é interrompido em crianças que ainda estão em crescimento, podem ocorrer consequências significativas. O hormônio do crescimento (HGH) é secretado durante a noite, especialmente durante o sono profundo não REM. Se isso for interrompido, a secreção do hormônio de crescimento pode ser comprometida; assim, o crescimento pode não ocorrer normalmente e as crianças podem ficar mais baixas do que seus pares.

#### Outras consequências
Em contraste com adultos, sonolência diurna excessiva (SDE) não é o sintoma mais comumente relatado em crianças com SAOS. No entanto, ao utilizar questionários objetivos, é possível observar que a frequência de SDE em crianças é maior do que aquela relatada pelos pais ou responsáveis (40–50%). E o risco de SDE aumenta ainda mais quando a SAOS está associada à obesidade.

### Em adultos
Embora existam algumas semelhanças entre adultos e crianças, a SAOS não ocasiona as mesmas consequências em ambas as populações. Exemplos de semelhanças são o ronco – que é a queixa mais comum tanto na SAOS pediátrica quanto na SAOS em adultos – variabilidade da pressão arterial e morbilidades cardiovasculares. Uma grande diferença é a sonolência diurna excessiva (SDE), comumente relatada na SAOS em adultos, enquanto não é muito comum na SAOS pediátrica. Ainda assim, a SAOS em adultos também implica um amplo espectro de consequências adversas e graves, as quais levam a maior mortalidade entre pacientes com SAOS. Essas consequências são ainda agravadas por comorbidades comuns, como a obesidade.

#### Consequências neurocognitivas
Assim como nas crianças, a SAOS afeta as funções cognitivas em adultos. Meta-análises demonstraram que os déficits cognitivos mais comuns ocorrem nos domínios de atenção, memória verbal e visual retardada, habilidades visuoespaciais e construtivas e funções executivas, como flexibilidade mental. O funcionamento executivo – principalmente mediado pelo córtex pré-frontal – está significativamente prejudicado em pacientes com SAOS, acreditando-se que a região pré-frontal e sua conectividade sejam afetadas pelos distúrbios do sono.
Quanto aos déficits de memória, a memória verbal é significativamente prejudicada, pois os pacientes apresentam dificuldades para recordar informações verbais imediatamente e após atraso. Embora meta-análises não tenham encontrado déficits na retenção de informações em pacientes com SAOS, essas deficiências na memória verbal podem estar relacionadas a problemas no processo de codificação de informações. Esse déficit no processo de codificação também é observado na memória visuoespacial; contudo, a memória visual parece estar preservada em pacientes com SAOS.
Sugere-se que os déficits cognitivos resultem da fragmentação do sono e da privação de sono, bem como da sonolência diurna excessiva associada a eles. Mais precisamente, déficits de atenção e memória parecem resultar da fragmentação do sono, enquanto déficits na função cognitiva global (função executiva, psicomotricidade, habilidades de linguagem) estão mais relacionados à hipóxia ou hipercarbia que acompanham os eventos obstrutivos durante o sono. Entretanto, não foi encontrada correlação consistente entre o grau de prejuízo cognitivo e a gravidade da perturbação do sono ou da hipóxia.
Esses prejuízos podem melhorar com um tratamento eficaz para a SAOS, como a terapia com pressão positiva contínua nas vias aéreas (CPAP). Dirigir um veículo é um exemplo de tarefa complexa que depende das capacidades cognitivas do condutor, como atenção, tempo de reação e vigilância. Momentos muito breves de desatenção chamados eventos de microsone podem indicar comprometimento da vigilância diurna, embora nem todos os motoristas com apneia obstrutiva do sono apresentem esses eventos.

#### Consequências comportamentais
A hiperatividade e as dificuldades na autorregulação emocional encontradas em pacientes pediátricos não são relatadas em adultos. Entretanto, a SAOS em adultos está associada a alterações de personalidade e comportamento automático. O maior impacto da SAOS é a sonolência diurna excessiva (SDE), relatada em aproximadamente 30% dos pacientes com SAOS. A SDE pode ser causada pela perturbação na qualidade do sono, pela duração insuficiente de sono ou pela fragmentação do sono e é responsável por complicações adicionais, pois pode levar a sintomas depressivos, prejuízos na vida social e redução da eficácia no trabalho. Estudos demonstraram que essas consequências da SDE podem ser melhoradas após tratamento com CPAP.

#### Consequências fisiológicas e metabólicas
A SAOS em adultos está associada a maior risco de comorbidades cardiovasculares, diabetes mellitus, hipertensão, doença arterial coronariana e acidente vascular cerebral – a SAOS pode ter um papel na etiologia dessas condições. Esses quadros podem levar a aumento da mortalidade que um tratamento adequado da SAOS pode reduzir. A SAOS está frequentemente associada à hipertensão, pois induz aumento da atividade simpática que pode levar à elevação da pressão arterial. A hipercapnia relacionada à SAOS tem sido sugerida como fator no desenvolvimento da hipertensão. O tratamento da SAOS pode prevenir o desenvolvimento de hipertensão.
A relação entre SAOS e excesso de peso corporal é complexa, pois a obesidade é mais prevalente entre pacientes com SAOS, mas também pode ser um fator de risco para o desenvolvimento da SAOS – ela representa 58% dos casos em adultos. Assim, tanto a SAOS quanto a obesidade (quando presente) podem atuar sinergicamente e levar a hiperlipidemia, diabetes, resistência à insulina e outros sintomas da síndrome metabólica. A própria síndrome metabólica está frequentemente associada à SAOS: de 74% a 85% dos pacientes com SAOS são diagnosticados com ela. A terapia com CPAP pode levar à melhoria de alguns componentes cardiovasculares da síndrome metabólica enquanto a perda de peso também é recomendada pelos seus efeitos positivos nas consequências da SAOS e nas disfunções metabólicas. Uma intervenção que combine exercício e dieta é, portanto, eficaz no tratamento da SAOS, pois impacta positivamente a gravidade tanto dos sintomas de obesidade quanto dos sintomas da SAOS.
Indivíduos com diabetes tipo 2 frequentemente são co-diagnosticados com SAOS, com taxas de prevalência do diabetes tipo 2 variando entre 15% e 30% na população com SAOS. A relação entre SAOS e diabetes tipo 2 pode ser explicada pelo fato de que o sono fragmentado e a hipoxemia irregular, característicos da SAOS, levam ao metabolismo de glicose no sangue desregulado. Em particular, muitos estudos de polissonografia mostraram que a SAOS não tratada piora o controle glicêmico em indivíduos com diabetes tipo 2. Contudo, é possível que a relação entre SAOS e diabetes tipo 2 seja bidirecional, uma vez que a disfunção nervosa relacionada ao diabetes pode afetar o sistema respiratório e induzir distúrbios da respiração durante o sono.

### Polissonografia
| Classificação | IAH (adultos) | IAH (pediatria) |
| ------------- | ------------- | --------------- |
| Normal        | < 5           | <1              |
| Leve          | ≥5 e <15      | ≥1 e <5         |
| Moderada      | ≥15 e <30     | ≥5 e <10        |
| Grave         | ≥ 30          | ≥10             |

A polissonografia de nível 1 em laboratório, realizada durante a noite, é o exame padrão‑ouro para diagnóstico. Os pacientes são monitorados com eletrodos de EEG, oximetria de pulso, sensores de temperatura ou pressão para detectar o fluxo aéreo nasal e oral, plestimografia de impedância respiratória ou cintas de resistência ao redor do tórax e abdome para detectar movimento, um eletrodo de ECG e sensores de EMG para detectar contração muscular no queixo, no tórax e nas pernas.
Um “evento” pode ser uma apneia, caracterizada pela cessação completa do fluxo de ar por pelo menos 10 segundos, ou uma hipopneia, na qual o fluxo de ar diminui 50% por 10 segundos ou diminui 30% se houver diminuição associada na saturação de oxigênio ou um despertar do sono. Para graduar a gravidade da apneia do sono, o número de eventos por hora é registrado como o IAH. Para adultos, IAH <5 é considerado normal, IAH [5–15) é leve, [15–30) é moderada e ≥30 eventos por hora caracteriza apneia do sono severa. Para pediatria, IAH <1 é normal, [1–5) é leve, [5–10) é moderada e ≥10 eventos por hora caracteriza apneia do sono severa.

### Oximetria domiciliar
Em pessoas com alta probabilidade de ter SAOS, a oximetria domiciliar (método não invasivo de monitorar a oxigenação sanguínea) pode ser adequada e mais fácil de obter do que a polissonografia formal. Pacientes de alta probabilidade podem ser identificados por escore ≥10 na Escala de Sonolência de Epworth (ESE) e escore ≥15 no Sleep Apnea Clinical Score (SACS). Contudo, a oximetria domiciliar não mede eventos apneicos nem despertares relacionados a eventos respiratórios e, portanto, não gera um valor de IAH.

## Manejo
Diversas opções de tratamento são usadas na apneia obstrutiva do sono. Evitar álcool e tabagismo é recomendado, assim como evitar medicamentos que relaxem o sistema nervoso central (por exemplo, sedativos e relaxantes musculares). Recomenda-se perda de peso em indivíduos com sobrepeso. A pressão positiva contínua nas vias aéreas (CPAP) e dispositivos de avanço mandibular são frequentemente usados e mostraram-se igualmente eficazes. O treinamento físico, mesmo sem perda de peso, melhora a apneia do sono. Há evidências insuficientes para apoiar o uso generalizado de medicamentos. Em pacientes selecionados, por exemplo com hiperplasia de amígdalas, recomenda-se amigdalectomia. Em pacientes que falham no CPAP e aparelhos orais, recomenda-se tratamento cirúrgico com uvulopalatofaringoplastia (UPPP) conservadora como cirurgia de resgate. A UPPP tem efeito positivo na respiração noturna e na sonolência diurna excessiva,

### Intervenção física
A intervenção terapêutica mais amplamente utilizada é a pressão positiva nas vias aéreas, em que um aparelho respiratório bombeia um fluxo controlado de ar por meio de uma máscara usada sobre o nariz, a boca ou ambos. A pressão adicional mantém as vias aéreas abertas, evitando o colapso muscular. Existem várias variantes:
- Pressão positiva contínua nas vias aéreas (CPAP) é eficaz tanto em casos moderados quanto graves.[107] É o tratamento mais comum para apneia obstrutiva do sono.[108]
- Pressão positiva variável nas vias aéreas (VPAP) (também conhecido como bilevel (BiPAP ou BPAP)) utiliza um circuito eletrônico para monitorar a respiração do paciente e fornece duas pressões diferentes, uma maior durante a inspiração e uma menor durante a expiração. Esse sistema é mais caro e às vezes é utilizado em pacientes com outros problemas respiratórios coexistentes ou que acham desconfortável ou perturbador para o sono expirar contra uma pressão aumentada.
- Pressão expiratória positiva nasal (EPAP nasal) é um dispositivo semelhante a um curativo colocado sobre as narinas que utiliza a própria respiração da pessoa para criar pressão positiva nas vias aéreas e evitar a obstrução respiratória.[109]
- Pressão positiva automática nas vias aéreas, também conhecida como "Auto CPAP", incorpora sensores de pressão e monitora a respiração do paciente.[110][111]
- Uma redução de 5% no peso entre pessoas com AOS moderada a grave pode diminuir os sintomas de forma similar ao CPAP.[112]

Incentivar pessoas com AOS moderada a grave a usar dispositivos de CPAP pode ser desafiador, pois seu uso frequentemente requer mudança comportamental nos hábitos de sono. 8% das pessoas que usam dispositivos de CPAP deixam de usá-los após a primeira noite; e 50% das pessoas com AOS moderada a grave deixam de usar seus dispositivos no primeiro ano. Iniciativas educativas e intervenções de apoio para melhorar a adesão à terapia com CPAP têm demonstrado aumentar o tempo de uso dos dispositivos por quem necessita desse tratamento.
Muitas pessoas se beneficiam de dormir com a parte superior do corpo elevada em 30 graus ou mais, como em uma Poltrona reclinável. Fazer isso ajuda a prevenir o colapso gravitacional das vias aéreas. Deitar-se de lado em vez de deitar-se de costas também é recomendado.
Alguns estudos sugerem que tocar um Instrumento de sopro pode reduzir roncos e episódios de apneia. Isso pode ser especialmente verdadeiro para instrumentos de palheta dupla.

### Medicamentos
Evidências são insuficientes para apoiar o uso de medicamentos no tratamento direto da apneia obstrutiva do sono.
Isso inclui o uso de fluoxetina, paroxetina, acetazolamida e triptofano, entre outros.
Estudos recentes estão investigando os canabinoides como tratamento para a SAOS, especialmente o dronabinol, que é uma forma sintética do THC (delta-9-tetraidrocanabinol). A cannabis é conhecida por influenciar o sono, por exemplo, pode reduzir a latência de início do sono, porém os resultados não são consistentes.
Estudos sobre o dronabinol mostraram impacto positivo na SAOS, observando redução no índice de apneia–hipopneia (IAH) e aumento na sonolência autorreferida (a sonolência objetiva permanece inalterada).
No entanto, são necessárias mais evidências, pois muitos efeitos dessas substâncias permanecem desconhecidos, especialmente os efeitos do uso a longo prazo.
O efeito na sonolência e no ganho de peso é particularmente preocupante.
Devido à incerteza sobre seus efeitos e à falta de evidências consistentes, o uso de cannabis medicinal não é recomendado para o tratamento da SAOS.
Para adultos com obesidade e SAOS moderada a grave, a tirzepatida por 52 semanas reduz substancialmente eventos apneicos-hipopnicos, peso corporal, carga hipóxica, concentração de hsCRP e pressão arterial sistólica, e melhora desfechos relacionados ao sono autorreferidos pelos pacientes, tudo presumivelmente mediado pela perda de peso induzida de 18–20% em relação ao valor basal.
Existem vários medicamentos aprovados para o manejo da sonolência diurna excessiva associada à SAOS, mas que não tratam a causa subjacente. Esses incluem solriamfetol, modafinil e armodafinil.
A tirzepatida (marca Zepbound) é usada para controle de peso em adultos com IMC superior a 30, para o tratamento da SAOS. Em 2024, dois estudos financiados pela Eli Lilly and Company observaram que pessoas que utilizaram o Zepbound apresentaram maior melhora nos sintomas da apneia do sono, incluindo menos interrupções do sono.

### Aparelhos dentários
Placas de avanço mandibular (dispositivos de avanço mandibular) são projetadas para manter a mandíbula inferior ligeiramente para baixo e avançada em relação à posição natural e relaxada. Essa posição afasta a língua da parte posterior da via aérea e pode ser suficiente para aliviar a apneia ou melhorar a respiração. Esse dispositivo é um protetor bucal semelhante aos usados em esportes para proteger os dentes. As placas de avanço mandibular são usadas para o ronco e para a apneia obstrutiva do sono de leve a moderada. São mais adequadas para pessoas com IAH < 25, IMC < 30 e boa dentição.
Quando apropriado, são consideradas uma boa opção terapêutica, pois são não invasivas, facilmente reversíveis e não produzem ruído. Geralmente são bem toleradas, pois são menos desconfortáveis. No entanto, podem não ser tão eficazes quanto o CPAP. Dispositivos orais têm demonstrado sucesso no tratamento da AOS. Isso inclui os índices polissonográficos de AOS, medidas subjetivas e objetivas de sonolência, pressão arterial, aspectos do funcionamento neuropsicológico e qualidade de vida. O foco de melhoria no design desses aparelhos é reduzir o volume, permitir movimento livre da mandíbula (por exemplo, bocejar, falar e beber) e permitir que o usuário respire pela boca (os dispositivos iniciais tipo “protetor gengival soldado” impediam a respiração oral).
Dispositivos de reposicionamento (retenção) da língua são feitos de acrílico macio, cobrem os dentes superiores e inferiores e criam vedação com os lábios. Possuem um “bulbo” ou “bolha” que se projeta na frente da boca. Isso cria pressão de sucção negativa, mantendo a língua em posição avançada e aumentando o espaço aéreo atrás da língua. Dispositivos híbridos combinam avanço mandibular com retenção da língua. Esses aparelhos têm sido utilizados para ronco e apneia obstrutiva do sono. Dispositivos de retenção da língua não foram bem aceitos como terapia, pois são invasivos e o período de adaptação é longo. No entanto, esses aparelhos têm apresentado altas taxas de sucesso terapêutico.
Elevadores de palato mole são dispositivos que elevam o palato mole. São úteis para pessoas com fraqueza muscular na região.
As evidências para apoiar aparelhos orais/aparelhos ortopédicos funcionais em crianças são insuficientes, com evidência muito baixa de efeito. No entanto, esses aparelhos podem ser considerados em casos específicos como auxiliar no tratamento de crianças com anomalias craniofaciais que são fatores de risco para apneia.

### Expansão palatina rápida
Ver também
Em crianças, o tratamento ortodôntico para ampliar o volume das vias aéreas nasais, como a expansão palatina rápida não cirúrgica, é comum.
Como a sutura palatina está fundida em adultos, a expansão palatina rápida convencional com expansores apoiados nos dentes não pode ser realizada. A expansão palatina rápida assistida por mini-implante (MARPE) foi desenvolvida recentemente como opção não cirúrgica para a expansão transversal da maxila em adultos. Esse método aumenta o volume da cavidade nasal e da nasofaringe, levando ao aumento do fluxo de ar e à redução dos despertares respiratórios durante o sono. As alterações são permanentes, com complicações mínimas.
A Cirurgia do sono é um conjunto de tratamentos cirúrgicos para modificar a anatomia das vias aéreas. Esses procedimentos são variados e adaptados à localização e natureza específicas da obstrução em cada indivíduo. A cirurgia não é considerada tratamento de primeira linha para apneia obstrutiva do sono em adultos. Para pessoas com apneia obstrutiva do sono que são incapazes ou não desejam cumprir o tratamento de primeira linha, a intervenção cirúrgica é adaptada à anatomia e fisiologia individuais, preferência pessoal e gravidade da doença. A Uvulopalatofaringoplastia (UPFP) com ou sem Amigdalectomia é o procedimento mais comum para AOS. É eficaz em pacientes selecionados que não responderam ao tratamento conservador. Na Amigdalectomia, o benefício da cirurgia aumenta com o tamanho das amígdalas. Contudo, há pouca evidência de ensaios clínicos randomizados para outros tipos de cirurgia do sono. Existem vários procedimentos que podem ser realizados, incluindo:
- Septoplastia — procedimento corretivo para Desvio de septo nasal em que o Septo nasal é endireitado.
- Amigdalectomia[142] ou Adenoidectomia para aumentar o diâmetro das vias aéreas.
- Tonsilotomia
- Remoção ou redução de partes do Palato mole e de parte ou toda a úvula, como Uvulopalatofaringoplastia ou uvulopalatoplastia assistida por laser (LAUP); variantes modernas podem usar Radiofrequência para remover tecido.
- Turbinectomia — remoção total ou parcial das Concha nasal para aliviar obstrução nasal.
- Redução da base da língua, por excisão a laser ou Ablação por radiofrequência.
- Avanço genioglosso — deslocamento de parte da mandíbula inferior para avançar a língua e desobstruir a via aérea.
- Suspensão do osso hioide — tracionamento do osso hioide para frente, em direção à Laringe, para expandir a via aérea.
- Avanço maxilomandibular[143]
- Cirurgia bariátrica (para obesidade mórbida)
- Estimulação do nervo hipoglosso
- Ablação por radiofrequência

## Prognóstico
O Acidente vascular cerebral e outras Doença cardiovascular estão relacionados à AOS, e pessoas com menos de 70 anos têm risco aumentado de morte precoce. Indivíduos com apneia do sono têm 30% mais risco de Infarto do miocárdio ou morte do que pessoas não afetadas. Em casos graves e prolongados, o aumento da pressão pulmonar é transmitido ao lado direito do coração, podendo resultar em insuficiência cardíaca congestiva grave conhecida como Cor pulmonale. A função diastólica cardíaca também é afetada. A pressão arterial elevada (Hipertensão) pode ser consequência da AOS. Quando a hipertensão é causada pela AOS, ela não apresenta queda significativa durante o sono (não dipper) ou até aumenta (dipper invertido).
Sem tratamento, a Privação de sono e a falta de oxigênio causadas pela apneia do sono aumentam riscos como Doença cardiovascular, Aneurisma da aorta, Hipertensão, Acidente vascular cerebral, Diabetes, Depressão clínica, ganho de peso, Obesidade e até morte.
A AOS está associada a comprometimento cognitivo, incluindo déficits em raciocínio indutivo e dedutivo, atenção, vigilância, aprendizagem, funções executivas e memória episódica e de trabalho. Está ligada a maior risco de Comprometimento cognitivo leve e demência, e a alterações neuroanatômicas (redução do volume do hipocampo e da substância cinzenta dos lobos frontal e parietal), as quais podem ser parcial ou totalmente revertidas com CPAP.

## Epidemiologia
Até a década de 1990, pouco se sabia sobre a frequência da AOS. Para ≥ 5 eventos de apneia por hora, a prevalência variou de 9% a 38% (13%–33% em homens; 6%–19% em mulheres); em pessoas com ≥ 65 anos, chegou a 84% (90% em homens; 78% em mulheres). Para ≥ 15 eventos/hora, variou de 6% a 17%, chegando a quase 49% em ≥ 65 anos. Um aumento de 10% no peso corporal multiplicou em seis vezes o risco de AOS em obesos.
A AOS é subdiagnosticada, pois nem sempre cursa com sonolência diurna, deixando a respiração alterada despercebida. Estima-se que AOS com sonolência diurna afete 3%–7% dos homens e 2%–5% das mulheres, sendo comum em países desenvolvidos e em desenvolvimento. A prevalência aumenta com a idade (22,1%–83,6% em ≥ 65 anos) e cresceu muito nas últimas décadas devido à obesidade.
Homens são mais afetados que mulheres, mas a apresentação clínica difere: ronco e apneias testemunhadas são mais comuns em homens; insônia é mais frequente em mulheres. A frequência aumenta com a idade feminina e a mortalidade é maior entre elas.
Em polissonografia, acredita-se que 1 em cada 5 adultos nos Estados Unidos tenha ao menos AOS leve. Estudos indicam maior frequência em hispânicos e afro-americanos do que em brancos.

## Sociedade e cultura

### Estados Unidos
Nos Estados Unidos, o teste domiciliar do sono tem sido preferido pelas seguradoras privadas, pois custo e coparticipações podem ser menores que na polissonografia convencional.[carece de fontes?]
A ablação por radiofrequência foi reconhecida pela Academia Americana de Otorrinolaringologia e Cirurgia de Cabeça e Pescoço como opção de somnoplastia em AOS leve a moderada, mas o Colégio Americano de Médicos considerou a evidência insuficiente para uso rotineiro.

## Pesquisa
A Neuroestimulação está sendo estudada como método de tratamento. Um sistema implantável de estimulação do nervo hipoglosso recebeu a marca CE na Europa em março de 2012. Também são estudados exercícios dos músculos ao redor da boca e da Faringe por meio de atividades como tocar Didgeridoo.